# Balthus
Balthus, pseudonimo di Balthasar Kłossowski de Rola (Parigi, 29 febbraio 1908 – Rossinière, 18 febbraio 2001), è stato un pittore francese di origine polacca.

## Vita e opere

### Stile e temi
Lo stile di Balthus procede da una base classica ed accademica; tuttavia, anche se la sua tecnica e il suo stile compositivo sono ispirati ai pittori pre-rinascimentali, nelle sue opere sono anche evidenti riferimenti allo stile di Giorgio de Chirico. Balthus ha dipinto soprattutto la figura umana in un'epoca in cui l'arte figurativa è stata sostanzialmente ignorata e trascurata. Attualmente è diffusamente riconosciuto come uno dei più importanti artisti del XX secolo.
Nel suo lavoro possono essere rintracciati i segni di numerose influenze, tra cui gli scritti di Emily Brontë (nel 1934 ha illustrato con disegni a penna su carta il romanzo Cime Tempestose), gli scritti e le fotografie di Lewis Carroll, i dipinti di Masaccio, Piero della Francesca, Simone Martini, Poussin, Jean-Étienne Liotard, Joseph Reinhardt, Géricault, Ingres, Goya, Jean-Baptiste Camille Corot, Courbet, Edgar Degas, Félix Vallotton e Paul Cézanne. In ambito musicale il suo compositore preferito fu Wolfgang Amadeus Mozart.
Molti suoi dipinti mostrano fanciulle adolescenti ritratte in un contesto erotico. Balthus sostenne ripetutamente che il suo lavoro non aveva alcun intento di tipo pornografico, ma che si limitava a mostrare l'esistenza della sessualità infantile, una realtà peraltro difficile da accettare e capace di mettere a disagio.

### Giovinezza

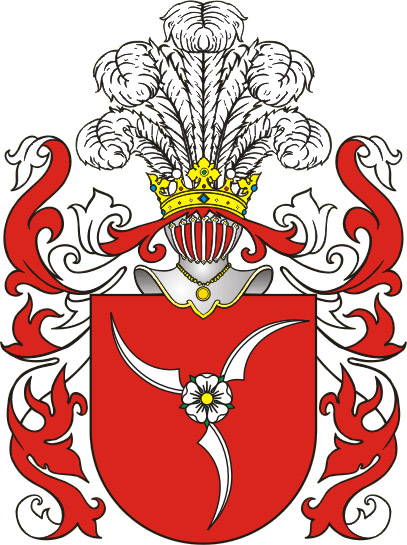
Stemma della famiglia Rola

Nel corso degli anni della sua formazione il suo talento artistico è stato sostenuto da Rainer Maria Rilke, Maurice Denis, Pierre Bonnard e Henri Matisse. Suo padre, Erich Klossowski, un celebre storico dell'arte (scrisse una monografia su Daumier), e sua madre Elisabeth Dorothea Spiro (nota come Baladine Klossowska) facevano parte dell'élite culturale parigina frequentando la cerchia di artisti e intellettuali presenti in quel periodo nella Ville lumière. 

Suo fratello maggiore, Pierre Klossowski, è stato un filosofo che si occupò tra le altre cose del pensiero teologico e delle opere del Marchese de Sade. Tra gli amici e conoscenti della famiglia Klossowski vi furono scrittori come André Gide e Jean Cocteau, che dalla frequentazione della famiglia trasse ispirazione per il suo romanzo I ragazzi terribili.
Nel 1914 la famiglia Klossowski, di origine tedesca, viene sottosposta a un grande cambiamento quando con l'inizio della guerra è costretta a lasciare Parigi e si trasferisce a Berlino. 

In seguito alla separazione dei coniugi Klossowski, nel 1917 la madre e i due figli Balthazar e Pierre si stabiliscono in Svizzera, prima a Berna e poi a Ginevra. È nel 1919 che Baladine, la madre, incontra il poeta austriaco Rainer Maria Rilke a cui si lega profondamente. 

La presenza di Rilke sarà di notevole importanza nel destino dei giovani fratelli Klossowski. 

Il periodo ginevrino segna una certa stabilità nella vita di Balthus, che inizia ad avvicinarsi all'arte con una serie di disegni a inchiostro in cui illustra una storia che ritrae il suo gatto Mitsou.
Illustrazioni che nel 1921 vengono pubblicate col titolo Mitsou, con una prefazione scritta dal mentore dell'artista, Rilke.
La storia racconta di un ragazzo e del suo gatto. Sulla copertina del libro appare per la prima volta il soprannome dell'artista con cui Balthazar firmava i suoi lavori da bambino. La trama del libro prefigura la sua passione per i gatti, che lo avrebbe accompagnato per tutta la vita e che sarebbe riemersa nel suo Autoritratto. Il re dei gatti del 1935. 
Nel 1921 la famiglia è costretta a lasciare Ginevra, per ingenti problemi finanziari e si trasferisce nuovamente a Berlino. È un periodo travagliato per il giovane Balthus che troverà gratificazone solo nei suoi soggiorni montani a Beatenberg dove si intrattiene nella casa della scultrice Magrit Bay che lo introduce alla dottrina teosofica e dove inizia a partecipare alle attività teatrali della scultrice.
Verso la fine del 1922 Balthus rientra a Berlino con la speranza d'iscriversi alla Scuola di Belle Arti. Invece, a causa dell'instabilità familiare passa l'inverno nello studio dello zio pittore Eugen Spiro dipingendo ed elaborando bozzetti teatrali ispirati alle opere cinesi. 

Nel 1924 Balthus allora sedicenne, seguendo il fratello maggiore Pierre, torna a Parigi. Grazie alle numerose conoscenze avviate dalla famiglia negli anni anteguerra e alla sua passione per il teatro, segue l'allestimento di una serie di spettacoli d'avanguardia realizzati dal conte Etienne de Beaumont al Théâtre de la Cigale. 

Nel frattempo inizia a frequentare anche le lezioni di disegno dal vero con modelle che Pierre Bonnard tiene alla Libera Accademia in rue de la Grande Chaumière. Bonnard influisce molto nel percorso e nella crescita del giovane artista che andava sviluppandosi in un interscambio tra poesia e pittura. Dall'incontro creato da Bonnard viene suggerito a Balthus di studiare e riprodurre le opere seicentesche di Nicolas Poussin presenti al Louvre. Balthus sceglie il dipinto che ritrae Eco e Narciso, probabilmente in risposta alla poesia Narcisse che Rilke aveva composto in francese per il suo beniamino. Il giovane pittore e il poeta proseguono e approfondiscono il loro rapporto attraverso la corrispondenza che si scambiano periodicamente e da cui possiamo chiaramente percepire l'incantamento di Rilke per il fascino del giovane Balthus.
Tra il 1924 e il 1925 i lavori di Balthus effigiano il morbido corpo di un'esile modella; parallelamente a questi nudi, esegue scene ambientate nei giardini del Luxembourg dove trascorre quotidianamente molte ore con il suo quaderno per schizzi.
Nella primavera del 1925 Balthus si reca in Provenza con la madre, dove nei suoi lavori durante il soggiorno palesa l'influenza di Cézanne. L'incontro spirituale tra la pittura del maestro e il giovane artista era stato probabilmente indotto da Rilke, il suo mentore, grande ammiratore della pittura di Cèzanne. 
L'8 luglio 1926 Balthus è in Svizzera presso l'ultima residenza di Rilke, prima tappa di un viaggio che lo porterà in Italia. Il poeta, ormai ammalato, riesce a far finanziare un viaggio di studio per Balthus che da tempo è affascinato dalle opere di Piero della Francesca. Balthus si reca in Italia, visitando prima Firenze e poi Arezzo. Visita gli Uffizi, la chiesa di Santa Maria del Carmine dove studia gli affreschi di Masolino e Masaccio nella cappella Brancacci.

I capolavori del Quattrocento fiorentino si svelano ai suoi occhi mentre effettua delle copie e degli studi di alcuni affreschi del ciclo della Storia della vera croce di Piero della Francesca ad Arezzo. Questi lavori gli ispirano poi un'altra delle sue prime opere di un certo rilievo: i dipinti murali a tempera della chiesa protestante del villaggio svizzero di Beatenberg (1927). 
Nel 1926 muore Rilke, a cui l'artista era profondamente legato. Forse attratto dalle atmosfere dell'infanzia che il poeta stesso aveva eletto come uno dei temi principali da cui trarre ispirazione, Balthus si concentra sull'esplorazione di quel periodo della vita attraverso la pittura, come epoca mitica in cui tutto è divenire, il sogno e la fantasia. Nel 1928-29 si reca in Svizzera a Zurigo e a Berlino dove tiene la sua prima personale.
Dal 1930 al 1932 è in Marocco dove presta il servizio militare in un reparto di fanteria a Kenitra e a Fès, lavora come segretario e abbozza il dipinto La Caserma (1933). 
Fa quindi ritorno in Svizzera nel 1932 e conosce alcuni surrealisti: Breton, Éluard, Giacometti. La conoscenza di questo nuovo movimento nato a Parigi nell'immediato dopoguerra si era sviluppato attraverso i manifesti concepiti da Andrè Breton tra il 1925 e il 1930. 

Alcuni aspetti della coscienza surrealista coincidono con lo sviluppo della ricerca di Balthus che risaltano attraverso l'attività fondamentale del bambino. Nell'opera di Balthus, la sospensione del tempo e del sogno si riscontrano nei lavori che l'artista esegue nella prima metà degli anni Trenta.

### Un giovane artista a Parigi
Trasferitosi nel 1933 nel suo primo studio parigino in Rue de Furstemberg progetta una serie di tele che presentano degli elementi surrealisti. L'atelier di via Furstenberg vede il pittore venticinquenne ospitare e ricevere la visita di intellettuali e artisti, curiosi di conoscere i lavori di questo giovane decantato da personaggi come Andrè Derain, che in quel periodo aiutava e consigliava Balthus. 
Anche André Breton e Paul Éluard, come delegazione surrealista, visitano l'atelier, ma rimangono delusi dai quadri di Balthus che ritengono banalmente realisti. Nel gruppo surrealista c'è anche lo scultore Alberto Giacometti, che negli anni successivi diventerà uno degli interlocutori privilegiati di Balthus.
Nella primavera del 1934 Pierre Loeb organizza la prima mostra personale di Balthus a Parigi, in occasione della quale viene esposto La Rue (1933) una tela di grandi dimensioni a cui Balthus ha lavorato per un anno; l'opera rappresenta un paesaggio nel quale i personaggi si muovono in modo ipnotico e fisso, la cui composizione è costruita su una base matematica derivata dallo studio delle proporzioni Rinascimentali. Vengono esposte anche La Toilette de Cathy, La fenetre, Alice e La leçon de guitare. 
Artaud, noto scrittore di matrice surrealista, recensisce la mostra, che provoca anche un certo scandalo per il dipinto considerato scabroso Lezione di chitarra in cui appare una donna che sottopone a molestie sessuali una bambina. 
Nei lavori presentati in quegli anni Balthus non mostra alcun interesse verso gli stili modernisti come il cubismo, ma dimostra un'indipendenza che lo contrapporrà anche sempre più al surrealismo. Risolutamente figurativi, i suoi dipinti presentano scene intime ed insolite in cui i personaggi sembrano ripiegati e sospesi in un'atmosfera di sogno.
Nel 1937 sposa Antoinette de Watteville, amica d'infanzia e proveniente da un'antica ed influente famiglia aristocratica di Berna. L'aveva incontrato nel 1924 ed aveva posato per lui come modella per il già menzionato La Toilette e per una serie di altri ritratti. 
Dal matrimonio nascono due figli, Thaddeus e Stanislas (Stash) Klossowski, che recentemente hanno pubblicato alcuni libri su loro padre e che includono anche le lettere ricevute dai loro genitori.
La storia d'amore con Antoinette è burrascosa e lo porta, dopo un'ennesima rottura, a tentare il suicidio, che Antonin Artaud ricorderà nel brano dal titolo La misère peintre in cui racconta di aver trovato Balthus disteso inerme.
Artaud chiede a Balthus di progettare le scene e i costumi dei Cenci, nel 1935. Nel 1935 Balthus si trasferisce in un altro atelier in Cour de Rohan dove dipingerà soprattutto ritratti su commissione. 
In quegli anni di anteguerra Balthus ottiene un grande successo che gli vale una serie di riconoscimenti nell'ambito artistico. 
Ben presto il suo lavoro suscita l'ammirazione di pittori e letterati, specialmente quella di André Breton e di Pablo Picasso, che acquisterà il suo dipinto Les enfants Blanchard (1937). La sua cerchia di amicizie parigine, oltre al drammaturgo ed attore Antonin Artaud, comprende i romanzieri Pierre Jean Jouve, Antoine de Saint-Exupéry, Joseph Breitbach, Pierre Leyris, Henri Michaux, Michel Leiris e René Char, il fotografo Man Ray e i pittori André Derain, Joan Miró e Alberto Giacometti (quest'ultimo sarà uno dei suoi amici più intimi e fedeli).

### Da Champrovent a Chassy

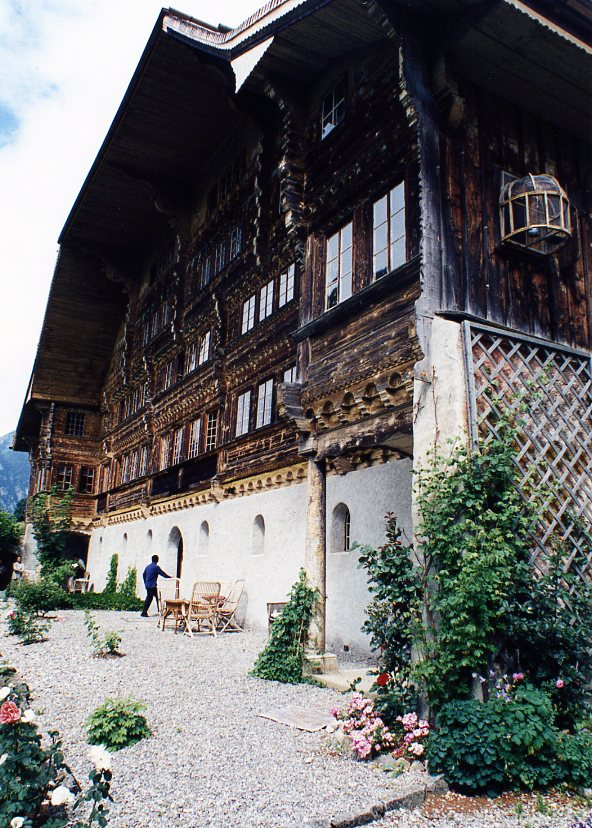
Lo chalet di Balthus a Rossinière

Nel 1940 a causa dell'invasione della Francia da parte dell'esercito tedesco Balthus è costretto a unirsi alle truppe sul fronte alsaziano. La sua permanenza nell'esercito durerà pochi mesi: ferito gravemente, viene congedato e con la moglie si rifugia in Savoia, in una fattoria di Champrovent, nei pressi di Aix-les-Bains e dove inizia a lavorare a due dei suoi dipinti più importanti, Paysage de Champrovent (1942-1945) e The Living Room (1942). 

Nel 1942 fugge dalla Francia, ormai sottomessa ai Nazisti, riparando in Svizzera, prima a Berna e poi nel 1945 a Ginevra, dove stringe amicizia con l'editore Albert Skira e con lo scrittore e membro della resistenza francese André Malraux. 
Ritorna in Francia nel 1946 e l'anno seguente, con André Masson, intraprende un viaggio verso il sud del paese incontrando personaggi come Picasso e Jacques Lacan che finisce per diventare un collezionista delle sue opere.

Nel 1950, insieme a Cassandre, Balthus progetta le scenografie per un allestimento dell'opera Così fan tutte di Mozart ad Aix-en-Provence.
Nel 1951 è in Italia, invitato dalla famiglia Caetani. Si reca a Roma e nel borgo medievale di Sermoneta incontra Elektra Prekas una giovane greca che frequenta segretamente durante la scoperta del paesaggio italiano. Dalla loro relazione nasce il figlio Andros. 
Tre anni dopo va a vivere nel Castello di Chassy sul Morvan, dove coabita con la nipote Frédérique Tison e dà gli ultimi tocchi ai suoi capolavori La Chambre (1952, probabilmente influenzato dai racconti del fratello Pierre) e Le Passage du Commerce Saint-André (1954).

### La vecchiaia

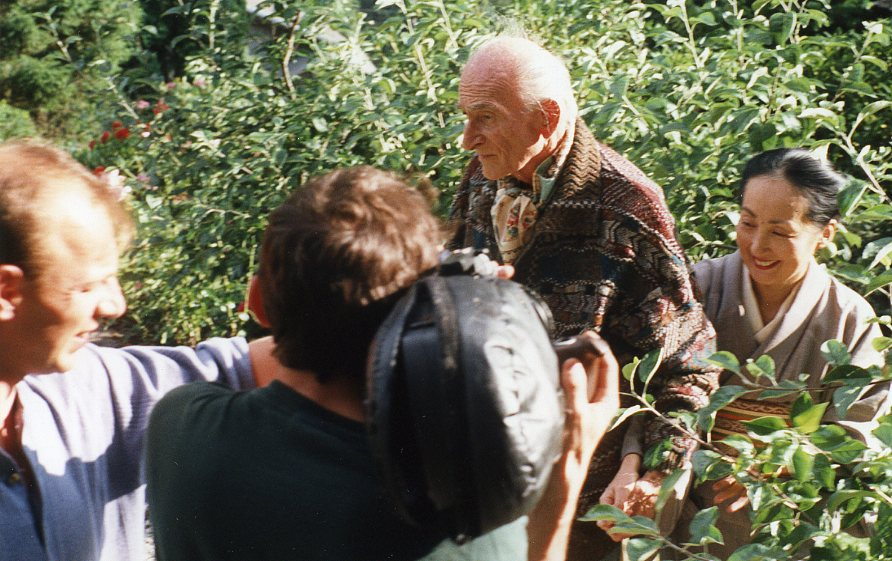
Balthus con la moglie Setsuko nel loro giardino durante le riprese del documentario girato da Damian Pettigrew

Mentre la sua fama a livello internazionale cresce, anche grazie alle sue mostre personali nella galleria di Pierre Matisse a New York (1938), Balthus fa in modo di diffondere un'immagine di sé stesso enigmatica e sfuggente. 
Nel 1964 è a Roma dove lavora a Villa Medici come direttore dell'Accademia di Francia a Roma, nominatovi da André Malraux, ministro francese della cultura . Stringe amicizia con il regista Federico Fellini e con il pittore Renato Guttuso. 

Il fatto di aver sposato in seconde nozze nel 1967 la giapponese Setsuko Ideta, di 35 anni più giovane di lui (incontrata nel corso di una missione diplomatica in Giappone organizzata da Malraux) aggiunge ulteriore mistero attorno alla sua figura. La coppia ha due figli: Fumio, nato nel 1968 e morto solo due anni dopo, e Harumi nata nel 1973.
Nel 1977 si stabilisce a Rossinière, in Svizzera. I fotografi e amici Henri Cartier-Bresson e Martine Franck (moglie di Cartier-Bresson) ritraggono entrambi l'artista con la moglie e la figlia nel loro chalet di Rossinière nel 1999. 
Nel 1980 vengono esposti 26 suoi dipinti alla Biennale di Venezia. Vengono organizzate sue retrospettive al Museè National D'Art Modern-Centre Georges Pompidou di Parigi, al Metropolitan Museum di New York e al museo di Kyōto. Nel 1998 è proclamato "Dottore Honoris causa" all'Università di Wroclaw.
Balthus fu scoperto subito al suo debutto, quando era poco noto, da «alcuni accorti imprenditori come i Rothschild o Picasso» che «gli compravano delle tele, (...)». Quest'ultimo ammirava moltissimo Balthus, ma lui si considerava «erede dei grandi maestri del passato, come Piero della Francesca o Vermeer». Così si legge nello Specchio della Stampa del novembre 1996 in un articolo firmato da Philippe Noiret, amico dell'artista, tradotto da Mimmo Stolfi, in occasione della «mostra all'Accademia Valentino di piazza Mignanelli (...) organizzata dal Comune di Roma, da Skira editore e da Didier Fine art e da Grandelli Associati».
Nel 2001 Balthus termina l'ultimo dipinto, intitolato L'attesa, e muore in Svizzera il 18 febbraio. 

Alle esequie di Balthus, parteciparono moltissimi volti noti della politica dell'arte e dello spettacolo. Durante il funerale Bono, cantante degli U2, cantò per le centinaia di presenti tra cui il Presidente della Francia Chirac. La sua vedova, la contessa Setsuko Klossowska de Rola, dirige la Fondazione Balthus, creata nel 1998.
A settembre del 2001 Venezia dedica una mostra eccezionalmente completa a Palazzo Grassi all'artista scomparso in quell'anno che si protrae fino al 6 gennaio 2002 curata da Jean Clair. Marco Vallora dedicando un'ampia recensione su Specchio La Stampa all'evento ha modo di inquadrare il lavoro di Balthus nel contesto del XX secolo scrivendo tra l'altro della convinzione dell'artista che «le cose debbano tornare ad avere un'aura, una verità, una dignità, che per esempio i ready made dei dadaisti alla moda, gli scolabottiglie passati per opere d'arte, oppure le forme contorte, scomposte. "insensate" della cultura astratta, hanno loro alienato, sottratto per sempre».
Balthus è stato l'unico artista ad aver visto, ancora vivente, alcune sue opere inserite nella collezione del Louvre: le tele provenivano dalla collezione privata di Picasso che era stata donata al museo.

### Il dibattito sulle sue origini

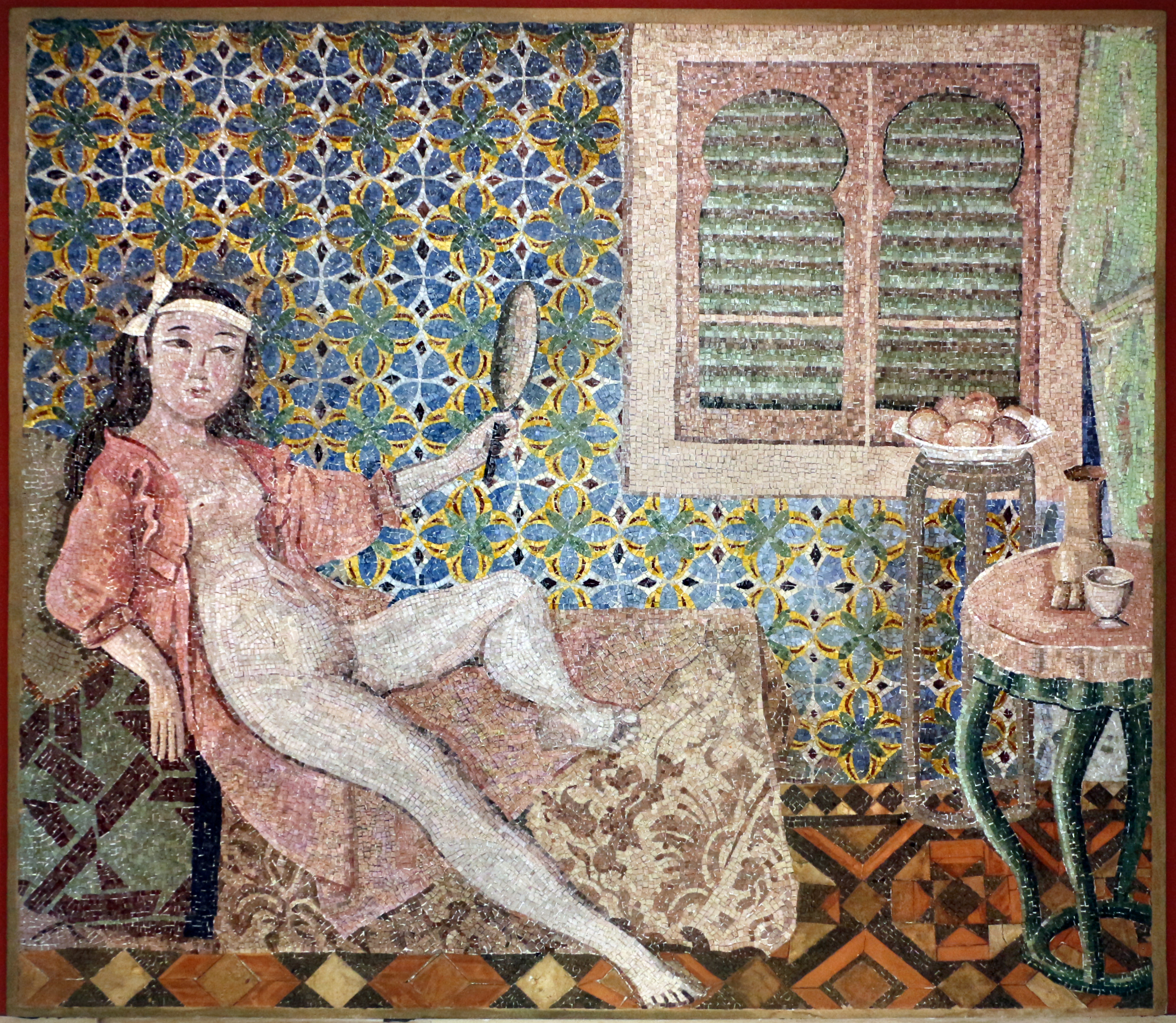
La chambre turque, mosaico su disegno di Balthus, Collezione Mosaici Moderni, Ravenna

Il padre di Balthus, Erich, faceva parte di una famiglia nobile polacca (szlachta) della casata dei Rola, originaria della Prussia. Questa fu evidentemente la ragione per cui tempo dopo suo figlio Balthus aggiunse "de Rola" al proprio cognome, Klossowski, secondo la tradizione della szlachta; se fosse vissuto in Polonia la formulazione del suo cognome sarebbe stata Rola-Kłossowski o Kłossowski h. Rola. L'artista aveva una profonda consapevolezza delle proprie origini polacche e fece ricamare lo stemma dei Rola in molti dei suoi kimono.
Secondo la maggior parte delle biografie Balthus negava che nelle sue vene scorresse anche parte di sangue di origine giudaica, affermando che i biografi si sbagliavano riguardo alle origini di sua madre. In Balthus: A Biography Nicholas Fox Weber, che è ebreo, tentò di trovare delle origini in comune mentre intervistava il pittore, basandosi su un appunto che affermava che la madre di Balthus era appunto giudea. Balthus rispose: "No, signore, questo non è corretto," e spiegò: "Uno dei migliori amici di mio padre era un pittore chiamato Eugen Spiro, che era figlio di un cantore. Anche mia madre si chiamava Spiro, ma proveniva da una famiglia protestante del sud della Francia. Uno degli Spiro del Midi - un antenato - si trasferì in Russia. Erano probabilmente di origine greca. Noi chiamavamo Eugen Spiro "Zio" perché c'era una grande familiarità, ma non era il mio vero zio. Gli Spiro protestanti vivono tuttora nel sud della Francia."
Balthus continuò dicendo che pensava che comunque non fosse elegante correggere questi errori, dato che aveva molti amici di religione giudaica. Nicholas Fox Weber nella biografia conclude che riguardo a questo "errore biografico" Balthus stesse mentendo, anche se il motivo rimane ignoto. Weber afferma che il nome "Spiro" in greco è solo un nome di battesimo, ma questo non è corretto, in quanto i nomi propri possono fungere anche da cognome. Balthus ripeté sempre che in effetti, se fosse stato giudeo, non avrebbe avuto alcun problema a dirlo. A sostegno della tesi di Weber c'è il fatto che l'artista in passato aveva fatto delle affermazioni molto dubbie riguardo alle proprie origini, sostenendo una volta di discendere da Lord Byron dal ramo paterno.

## Controversie
In Germania nel febbraio 2014 una mostra di scatti personali dell'autore eseguiti su modelle minorenni, organizzata dal Museum Folkwang in Essen, venne annullata dallo stesso museo in seguito ad accuse da parte del settimanale Die Zeit, secondo cui questa mostra avrebbe avuto un contenuto pedofilo: il museo dichiarò di aver rinunciato alla mostra temendo ripercussioni di carattere legale.

## Documentari su Balthus
- Balthus Through the Looking Glass di Damian Pettigrew (72', Super 16, PLANETE/CNC/PROCIREP, 1996) è un documentario su Balthus girato con la partecipazione dell'artista stesso, filmato mentre lavora nel suo studio e durante un'intervista-conversazione nello chalet di Rossinière. È stato girato in un periodo di 12 mesi in Svizzera, Italia, Francia e Inghilterra. Ha vinto il Grand Prize dell'UNESCO.